# Карийм Абдул-Джабар
Карийм Абдул-Джабар (на английски: Kareem Abdul-Jabbar; роден Фердинанд Люис Алсиндор-младши, на английски: Ferdinand Lewis Alcindor Jr.) е бивш американски баскетболист, роден на 16 април 1947 в Харлем, Ню Йорк. Той на 24-годишна възраст приема исляма и оттам получава името си Карийм Абдул-Джабар. Изиграва 20 сезона в НБА с отборите Милуоки Бъкс и Лос Анджелис Лейкърс с номер 33. Висок е 218 cm, тежи 102 kg, заема позиция център. Шест пъти най-полезен играч в НБА. През 1996 г. е определен като един от 50-те най-добри играчи в историята на НБА. По време на престоя му в Калифорнийския университет забивката е забранена от правилника на колежанския баскетбол заради него. Избран е под номер 1 в драфта на НБА през 1969 г. Преди да бъде избран в драфта, „Харлем Глоубтротърс“ му предлага оферта за 1 милион щатски долара да играе за него, но той отказва. 